# Alvis TB 21
L'Alvis TB 21 produite par le constructeur anglais Alvis est une voiture à deux places ouverte basée sur le train roulant de la berline TA 21 et produite uniquement en 1951.
Alvis avait déjà contacté AP Metalcraft, un carrossier de Coventry, pour produire la carrosserie de la TB 14 à deux portes, ouverte pour l'adapter au châssis de la TA 14. Avec le remplacement de la TA 14 par la plus granda TA 21 en 1950, AP fut invité à modifier sa conception pour le nouveau train de roulement. La TB 21 a perdu la calandre controversée utilisée sur la TB 14 en faveur de la plus traditionnelle Alvis. Les portes arrière à charnières étaient largement coupées en haut et le pare-brise pouvait être plié à plat.
Le moteur de 2 993 cm3 fut légèrement modifié afin de produire 90 ch (67 kW) avec un seul carburateur SU, remplaçant le Solex utilisé sur la berline. La suspension de la TA 21 fut retenue, indépendante à l'avant à l'aide de ressorts hélicoïdaux, et à ressorts à lames à l'arrière. Comme la voiture était plus légère que la TA 21, le rapport de démultiplication final put être modifié, passant de 4,09:1 à 3,77:1 pour aider à augmenter la vitesse de pointe et améliorer l'économie.
La voiture put atteindre 153 km/h, mais était très coûteuse sur le marché intérieur à 1 598 £, ce qui limita les ventes.